# Anton Kuerti
Anton Emil Kuerti (* 21. Juli 1938 in Wien) ist ein kanadischer Pianist, Musikpädagoge und Komponist österreichischer Herkunft. Er gilt pianistisch als Beethoven- und Schumann-Spezialist.

## Leben
Anton Kuerti ist der Sohn des Physikers Gustav Kürti und der Biologin Rosa Jahoda (1905–2004). Die Familie musste nach dem Anschluss Österreichs aus Österreich fliehen. Kuerti wuchs in den USA auf. Er studierte in Cambridge (Massachusetts), in Cleveland und in Philadelphia Klavierspiel und Komposition. Zu seinen Lehrern zählten Arthur Loesser, Rudolf Serkin und Mieczysław Horszowski. Seit 1965 lebt Kuerti aus politischen und kulturpolitischen Gründen in Kanada. Er hatte sich in den USA stark gegen den Vietnamkrieg engagiert. Er engagiert sich intensiv in Menschenrechtsorganisationen. Er pflegt eine intensive Zusammenarbeit mit dem kanadischen Rundfunk.
Als Pianist legt Kuerti seinen Schwerpunkt auf die deutsch-österreichische Klassik, aber auch auf die Musik des 19. Jahrhunderts, insbesondere auf die Musik von Robert Schumann. Neben seiner Konzerttätigkeit in den USA und Kanada konzertierte Kuerti auch in Europa, unter anderem in der Deutschen Demokratischen Republik, so auch 1974 im Rahmen der Zwickauer Sinfoniekonzerte. Kuerti hat die wichtigsten solistischen und konzertanten Werke Robert Schumanns auf CD eingespielt. 2007 erhielt er für seinen engagierten Einsatz für das Werk von Robert Schumann den Robert-Schumann-Preis der Stadt Zwickau.
Am 17. Oktober 2013 erlitt Kuerti während eines Konzertes in Miami einen Schlaganfall. Seitdem befindet er sich in der Genesungsphase.
Als Ausnahmepianist, der spektakuläre Auftritte und übergroße Konzertsäle meidet, pflegt Kuerti einen „vernünftigen“ Umgang mit den Meistern der Vergangenheit. Er vertritt und lebt in seinen Konzerten die Einstellung: „Die wichtige Sache ist, nicht pedantisch und diktatorisch mit der Musik umzugehen, sondern sie intelligent und verstehbar zu gestalten.“ Kuerti ist Träger des Order of Canada.